# Озеро Мотосу
О́зеро Мото́су (яп. 本栖湖, もとすこ, МФА: [motosu ko]) — вулканічне озеро в Японії, на острові Хонсю, біля північного підніжжя гори Фудзі. Одне з п'яти озер Фудзі. Розташоване на межі містечок Фудзі-Каваґутіко й Мінобу префектури Яманасі. Найзахідніше і найглибше з усіх п'яти озер. Розкинулося на висоті 900 м. Площа — 5,1 км². Найбільша глибина — 138 м. Прозорість води — 16,3 м. Колір вод озера темно-синій. В стародавніх текстах називалося «прісним морем Мотосу». Виникло в результаті виверження Фудзі в 864 році, коли велике озеро Мотосу розділилося на три — Сай, Сьодзі й власне Мотосу. Багате на поживні речовини й рибу. Місце вилову карасів, лососів, угаїв. Зберегло первісний вигляд узбережжя на відміну від інших озер, які постраждали від будівництва туристичної інфраструктури.